# Delia nigribasis
Delia nigribasis är en tvåvingeart som först beskrevs av Stein 1907.  Delia nigribasis ingår i släktet Delia och familjen blomsterflugor.
Artens utbredningsområde är Tibet. Inga underarter finns listade i Catalogue of Life.